# Frieren: Beyond Journey's End
Frieren: Beyond Journey's End (葬送のフリーレン Sōsō no Furīren?) este o serie manga scrisă de Kanehito Yamada și ilustrată de Tsukasa Abe. A început serializarea pe 28 aprilie 2020 în revista Weekly Shōnen Sunday. Capitolele sunt curpinse în 14 volume tankōbon. O adaptare anime realizată de Madhouse a început difuzarea pe 29 septembrie 2023.
Până în decembrie 2023, manga-ul a vândut peste 17 milioane de volume. În 2021, Frieren: Beyond Journey's End a câștigat al 14-lea premiu Manga Taishō și New Creator Prize la a 25-a ediție Tezuka Osamu Cultural Prize.

## Descriere
Povestea este centrată pe un elf magician, Frieren, un fost membru a unei bresle de aventurieri care a învins Lordul Demonilor și a restabilit armonia în lume după o aventură de zece ani. Breasla era alcătuită din Frieren, eroul uman Himmel, un pitic războinic și preotul uman Heiter. Înainte de a se despărți, cei 4 urmăresc ploaia de meteorozi Era Meteors împreună, un eveniment care are loc la fiecare cincizeci de ani. Frieren e de acord să-l vadă pe următorul cu toată lumea și promite că le va oferi o priveliște mai frumoasă. Frieren pleacă și călătorește prin lume pentru noi cunoștințe despre magie.
Frieren se întoarce în capitală după 50 de ani, dar umanitatea s-a schimbat și foștii ei camarazi au îmbătrânit. După o ultima aventură pentru a vedea ploaia de meteori, Himmel moare. În timpul înmormântării, Frieren se simte vinovată că nu a încercat să învețe mai multe despre el. Frieren își vizitează restul din foștii camarazi și acceptă să o învețe și să aibă grijă de Fern, un copil orfan adoptat de Heiter. De asemenea, primește o invitație pentru a călători înspre nord, către locul de odihnă ale sufletelor, pentru a-și lua rămas bun de la Himmel și să-și exprime sentimentele. Frieren pornește într-o călătorie cu Fern.
Natura de elf a lui Frieren face ca perioade lungi de timp să pară efemere, această percepție a timpului făcând aventura cu Himmel să pară de parcă doar câteva minute din viața ei au trecut. Povestea are loc pe o perioadă lungă de timp, cu flashbackuri periodice la momentele din trecut.

## Producție
Katsuma Ogura, redactorul responsabil de Frieren, a menționat că fosta lucrate a lui Yamada, Bocchi Hakase to Robot Shoujo no Zetsubou Teki Utopia nu s-a vândut bine deși o considera o capodoperă. Asta a dus la sugestia de a-i oferi lui Yamada un ilustrator pentru Frieren. Au avut mai multe idei, de exemplu un manga gag, care a dus la realizarea unor storyboard-uri pentru un one-shot. Ogura a început să râdă și a comentat că nu era deloc comedie. Când Yamada a finalizat primul storyboard, înainte de a-l trimite editurii, Ogura l-a contactat pe Abe și i-a cerut să deseneze o diagramă cu personajele. Ogura a fost impresionat de desenele lui Abe și i-a sugerat să muncească cu Yamada. Yamada a fost impresionat de prima ilustrare a lui Frieren. Proiectul a fost trimis către editură.
„Originile titlului lucrării sunt că Yamada a avut o idee pentru titlu, dar și editura considera una. La o întâlnire cu editura, editorul responsabil a spus <Dacă ne decidem pe un nume bun, vom plăti un premiu de 10.000 de yeni din buzunarele noastre.> Unul din idei era „Funeral Frieren”, care a devenit titlul curent.
Pentru adaptarea anime realizată de Madhouse, Tomohiro Suzuki a menționat că personalitatea lui Fern diferă mult după persoana cu care interacționează. Cu Frieren există o legătură maternă, dar cu Stark se comportă ca o adolescentă obișnuită. Regizorul Keiichirō Saitō a adăugat că Fern pare să aibă mai multe schimbări pe durata narațiunii, deoarece creșterea ei are un impact major asupra lui Frieren. Când vine vorba de Stark, Suzuki menționează că deși este un laș, tot este scris să fie frumos și cool și are un impact masiv pe Fern, devenind primul ei prieten băiat pe care a întâlnit și cu care a socializat întreaga ei viață.
În ianuarie 2023 s-a anunțat că seria manga va face o pauză. În martie s-a terminat pauza, urmând ca în perioada mai-august 2024 și din decembrie 2024 să facă din nou o pauză.

## Media

### Manga
Frieren: Beyond Journey's End este o serie manga scrisă de Kanehito Yamada și ilustrată de Tsukasa Abe. Serializarea a început în revista Weekly Shōnen Sunday pe 28 aprilie 2020. Shogakukan a adunat capitolele în volume tankōbon. Primul volum a fost publicat pe 18 august 2020. Până pe 18 martie 2025 au fost publicate 14 volume.
În februarie 2021, Viz Media a anunțat că a licențiat seria pentru publicarea în limba engleză în America de Nord, iar primul volum a fost publicat pe 9 noiembrie 2021. Pe 9 mai 2023, Viz Media și-a lansat serviciul manga digital Viz Manga, capitolele seriei fiind acum publicate simultan în limba engleză ca și în japoneză.
Cinci capitole one-shot de diferiți autori au fost publicate pe site-ul manga Sunday Webry în perioada 22-26 mai 2023:
- Chūbō no Frieren (厨房のフリーレン Chūbō no Furīren?, "Frieren of the Kitchen") de Kassan (22 mai)

- Yūsha Himmel no Bōkentan (勇者ヒンメルの冒険譚 Yūsha Hinmeru no Bōkentan?, "The Adventures of Brave Himmel") de Ren Miura (23 mai)

- Frieren wa Ningen wo Shiritai (フリーレンは人間を知りたい Furīren wa Ningen wo Shiritai?, "Frieren Wants to Learn About Humans") de Jona (24 mai)

- Himmel Tabi Nikki (ヒンメル旅にっき Hinmeru Tabi Nikki?, "Himmel's Travel Diary") de Kazumi Yamaguchi (25 mai);

- Yorimichi no Frieren (寄り道のフリーレン Yorimichi no Furīren?, "Frieren's Detour") de Sōichi Igarashi (26 mai).

### Anime
În septembrie 2022, a fost anunțat pe coperta celui de-al nouălea volum că seria va fi adaptată într-un serial anime. Mai târziu s-a dovedit a fi un serial de televiziune produs de Madhouse și regizat de Keiichirō Saitō, cu scenarii supravegheate de Tomohiro Suzuki, designul personajelor gestionat de Reiko Nagasawa și muzica compusă de Evan Call. Premiera de pe 29 septembrie 2023 de două ore a avut loc pe postul de televiziune „Kin'yō Road Show” al lui Nippon TV (care este de obicei rezervat filmelor de lung metraj). Acesta a fost primul serial anime care este difuzat pe acest canal de televiziune, iar episoadele ulterioare au fost difuzate pe postul de televiziune „Friday Anime Night”. Primul sezon a fost împărțit în 2 părți. Yoasobi a interpretat prima temă muzicală din introducere "Yūsha" (勇者? "Erou") în timp ce Milet a interpretat melodia din încheiere "Anytime Anywhere". Milet a interpretat, de asemenea, melodia tematică din încheiere a primului episod, "Bliss". Yorushika a interpretat a doua temă muzicală din introducere "Sunny" (晴る Haru?). Melodia din încheiere rămâne aceeași, dar este folosită o parte diferită a melodiei.
În septembrie 2024, un al doilea sezon a fost anunțat. Acesta va începe difuzarea în ianuarie 2026.
Crunchyroll a licențiat serialul în exteriorul Asiei. Muse Communication a licențiat serialul in Asia de Sud-Est. În prezent, serialul este disponibil și pe Netflix, dar fără subtitrare în română.
Unsprezece episoade scurte, denumite Sōsō no Frieren: ?? no Mahō (葬送のフリーレン ～●●の魔法～?) au fost lansate pe diferite pagini oficiale de pe social media începând cu 11 octombrie 2023, până pe 24 martie 2024.

### Altele
Pe 12 ianuarie 2024, un fanbook oficial cu detalii despre serie, ilustrații și multe alte detalii a fost publicat de Shogakukan.